# Shanghai (film, 2010)
Cet article concerne le film de Mikael Håfström. Pour le film de James Flood, voir Shanghai.
Pour les articles homonymes, voir Shanghai (homonymie).
Pour plus de détails, voir Fiche technique et Distribution.
Shanghai est un film dramatique sino-américain réalisé par Mikael Håfström, sorti en 2010.

## Synopsis
En décembre 1941, durant la Seconde Guerre mondiale, Paul Soames, un agent américain de l'Office of Naval Intelligence, se rend à Shanghai afin de retrouver son ami Conner, un agent américain qui a récemment été assassiné. Décidé à retrouver le meurtrier de son ami et les raisons de son assassinat, Somaes commence à travailler sous couverture au Herald Newspaper. Il rencontre Anthony Lan-Ting et Capitaine Takana à l'ambassade d'Allemagne de Shanghai au cours d'un événement. Il devient ami avec Anthony après qu'il l'ait sauvé d'une attaque visant des officiers japonais dans un club de nuit et qui avait été orchestré par la Résistance chinoise.
Il se rend compte que c'est Madame Lan-Ting qui a organisé l'attaque. Il décide finalement de l'aider à transmettre des messages. Mais après avoir rencontré un contact de Conner dans le Consulat japonais, il découvre que Conner avait une liaison avec une jeune japonaise, Sumiko...

## Fiche technique
- Titre original : Shanghai
- Réalisation : Mikael Håfström
- Scénario : Hossein Amini
- Direction artistique : Lek Chaiyan Chunsuttiwat
- Décors : Celia Bobak
- Costumes : Julie Weiss
- Photographie : Benoît Delhomme
- Montage : Peter Boyle, Kevin Tent
- Musique : Klaus Badelt
- Chorégraphie : Leigh Barwell
- Production : Mike Medavoy, Barry Mendel, Jake Myers, David U. Lee
- Sociétés de production : Phoenix Pictures, Barry Mendel
- Sociétés de distribution : The Weinstein Company
- Pays d'origine :  États-Unis  Chine
- Langage : Anglais, mandarin, japonais et allemand
- Format : Couleur / Noir et blanc - 35 mm — 2.35:1
- Genre : Romance, drame, historique et néo-noir[1]
- Durée : 105 minutes
- Date de sortie : 
  -  Chine : 17 juin 2010
  -  Taïwan : 30 juin 2010
  -  Singapour : 1er juillet 2010
  -  Thaïlande : 15 juillet 2010
  -  Viêt Nam : 16 juillet 2010
  -  Japon : 20 août 2011

## Distribution
- John Cusack : Paul Soames
- Gong Li : Anna Lan-Ting
- Chow Yun-fat : Anthony Lan-Ting
- Jeffrey Dean Morgan : Connor
- Ken Watanabe : Captain Tanaka
- Rinko Kikuchi : Sumiko
- David Morse : Richard Astor
- Franka Potente : Leni
- Hugh Bonneville : Ben Sanger
- Andy On : Yum
- Race Wong : Artiste du cabaret
- Rosanne Wong : Artiste du cabaret
- Gemma Chan : Shin Shin
- Benedict Wong : Juso Kita
- Don Tai : Garde du corps de Lan-Ting
- Dean Alexandrou : Mari désemparé
- Lý Nhã Kỳ : Strip-teaseuse
- Vũ Thu Phương : Strip-teaseuse
- Wolf Kahler : Consul allemand

## Musique du film
- Lindy Matic (Composé et arrangé par Stephen Edwards)
- Sing Sing Sing (Composé par Louis Prima et produit par Stephen Edwards)
- Nifty Road Junction (Composé et arrangé par Stephen Edwards)
- Sentimental Serenade (Composé et arrangé par Stephen Edwards)
- Cocktail Jump (Composé et arrangé par Stephen Edwards)